# Richard Vynne Southwell
Richard Vynne Southwell (Norwich, (2 de julho de 1888 — 9 de dezembro de 1970) foi um matemático inglês.
Foi membro da Academia Nacional de Ciências dos Estados Unidos.
Recebeu a Medalha Timoshenko de 1959.

## Publicações selecionadas
- Stress Calculation in Frameworks by the method of relaxation of constraints. Proc. Roy. Soc. A 151, 56 (1935); Proc. Roy. Soc. A 153, 41 (1935)
- Relaxation methods in engineering science: a treatise on approximate computation. Oxford Univ. Press, 1940
- An Introduction to the Theory of Elasticity for Engineers and Physicists, 2ª edição. Londres : Oxford University Press, 1941
- Relaxation Methods in Theoretical Physics, a continuation of the treatise, Relaxation methods in engineering science. Oxford University Press, 1946